# Papilionanthe pedunculata
Papilionanthe pedunculata là một loài thực vật có hoa trong họ Lan. Loài này được (Kerr) Garay mô tả khoa học đầu tiên năm 1974.